# Golda Meir
Golda Meir (în ebraică גולדה מאיר), născută Golda Mabovici, între 1917-1956 Golda Meyerson (în ebraică גולדה מאירסון-; n. 3 mai 1898, Kiev, gubernia Kiev⁠(d), Imperiul Rus – d. 8 decembrie 1978, West Jerusalem⁠(d), Districtul Ierusalim, Israel) a fost politiciană social-democrată israeliană, al patrulea prim-ministru al statului Israel. Meir a fost aleasă prim ministru al Israelului la 17 martie 1969, după ce servise ca ministru de externe. A fost prima femeie din Israel și a treia din lume care a ocupat funcția de șefă de guvern.
Golda Meir a condus Israelul în ultimii ani ai Războiului de uzură și în zilele Războiului de Iom Kipur.

## Copilăria în Ucraina și America

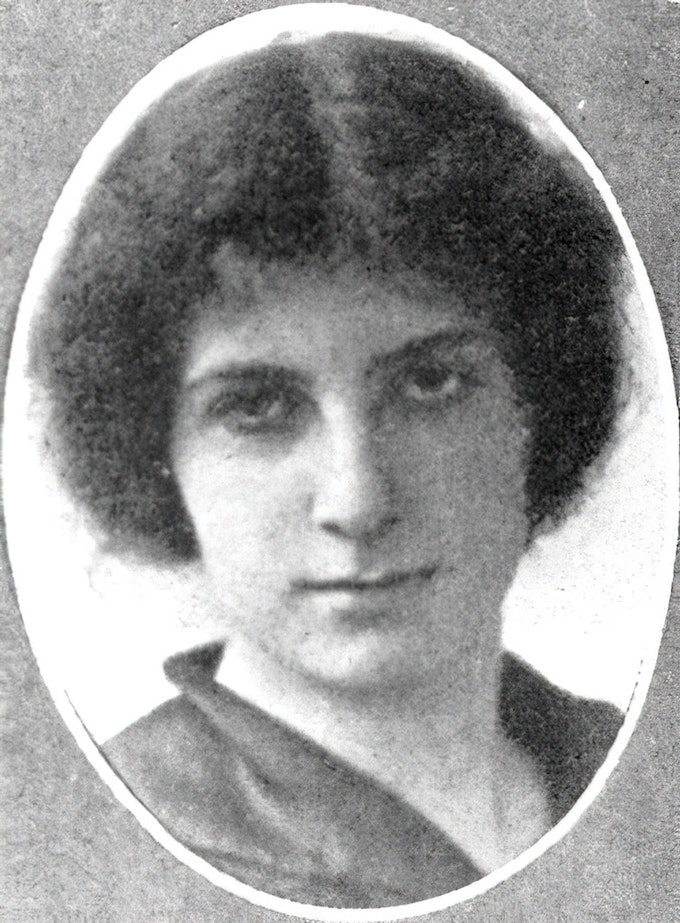
Golda Meir la 16 ani, la Milwaukee

Golda Mabovici (Mabovitz) (mai târziu Golda Meir) s-a născut la Kiev în Ucraina, pe atunci parte din Imperiul Rus, ca fiică a lui Moisei (Moshe) Mabovici, de meserie dulgher, și a lui Blume, născută Neidici.
A avut două surori, Sheyna și Tzipke, și cinci alți frați, dar care au murit în copilărie. Golda a fost foarte apropiată de Sheyna.
În 1903, Moshe Mabovici a plecat să își caute de lucru la New York.
În absența lui, familia s-a mutat la Pinsk pentru a se alătura rudelor mamei. În 1905, Moshe a plecat la Milwaukee, în căutarea unui serviciu mai bine plătit și a găsit de lucru la un atelier din gară.
În următorul an, el a economisit suficienți bani pentru a-și aduce familia în Statele Unite. Blume a început să conducă o băcănie în nordul orașului.Încă de la vârsta de opt ani, Golda era responsabilă cu supravegherea băcăniei în timp ce mama ei era plecată după marfă. Golda s-a înscris la școala elementară de pe Fourth Street (în zilele noastre Golda Meir School). Având din copilărie calități de conducătoare, la vârsta de zece ani ea a organizat în acea vreme o colectă de fonduri pentru a plăti cărțile colegilor de clasă. Pentru organizația American Young Sisters Society, pe care a întemeiat-o în acest scop, ea a închiriat o sală și a organizat o adunare publică pentru acest eveniment.
La vârsta de 14 ani ea a început să studieze la liceul North Division High School și în același timp a lucrat cu jumătate de normă. Mama ei voia ca ea să abandoneze școala și să se căsătorească, dar Golda s-a opus. Și-a cumpărat un bilet de tren pentru Denver, Colorado, și a s-a stabilit acolo la sora ei, Sheyna, căsătorită Korngold. Familia Korngold ținea acasă seri intelectuale, unde Golda a asistat nu odată la diferite dezbateri literare și politice, despre sionism, dreptul femeilor de a alege și a fi alese, lupta sindicală, etc. În autobiografia ei spunea că aceste seri din Denver au jucat un rol foarte important în viața ei. La Denver l-a cunoscut în 1913 și pe viitorul ei soț, Morris Meyerson (1893-1951), pictor de firme,cu preocupări artistice și intelectuale.

## Întoarcerea în Milwaukee
În 1913 ea s-a reîntors la North Division High School din Milwaukee, absolvind în 1915. La Milwaukee a devenit activă în mișcarea de tineret a partidului sionist socialist evreiesc Poaley Zion (Muncitorii Sionului), care, ulterior a devenit „Dror Habonim”. A vorbit la mitinguri și a găzduit oaspeți din Palestina. În anii 1916-1917 a studiat la seminarul pedagogic Milwaukee State Normal School, care mai târziu va deveni Universitatea Wisconsin-Milwaukee.În continuare predat la școli publice din Milwaukee. În 1917 a devenit profesoară la o școală populară evreiască (Folks Shule) cu limba de predare idiș. În același an, la vârsta de 19 ani s-a căsătorit cu prietenul ei, Morris Meyerson. După nuntă, care a avut loc la data de 24 decembrie,Golda Meyerson a plecat într-o campanie de strângere de fonduri prin Statele Unite pentru partidul Poaley Zion.. Cei doi tineri căsătoriți au plecat împreună în 1921 pentru a se alătura unui colectiv agricol (kibbutz) în Palestina .
Ei planificaseră să plece dinainte, dar izbucnirea Primului război mondial cu întreruperea transporturilor de pasageri transatlantice le-a împiedicat planurile inițiale.
După ce a căzut însărcinată, a decis să avorteze, considerând că situația financiară nu îi permitea în acea vreme creșterea copilului.
Sora Goldei, Shayna, a venit și ea cu ei în Palestina,

## „Aliyah” - stabilirea în Palestina

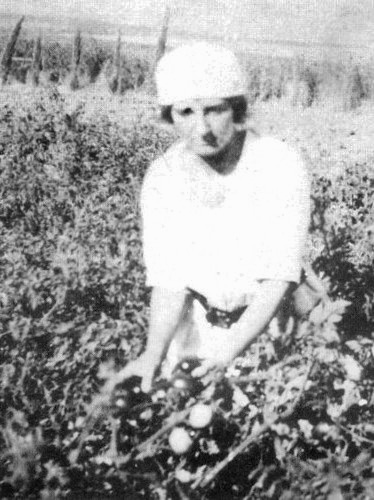
Golda Meir muncind pe câmp în kibuțul Merhavia

În Palestina, cuplul s-a alăturat unei cooperative agricole, kibuțul Merhavia. Inițial, prima lor tentativă de alăturare a fost respinsă, dar pe urmă au fost acceptați. 
Golda a lucrat la culegerea migdalelor, în plantarea de pomi, la creșterea găinilor și în bucătărie. Recunoscându-i-se însușirile ei de lider, a fost aleasă ca reprezentantă a Merhaviei în organizația sindicală Histadrut, Confederația Generală a Muncitorilor Ebraici din Palestina. În 1924, ea și soțul ei au părăsit kibuțul și s-au mutat în orașul Tel Aviv, iar după aceea s-au stabilit la Ierusalim. Acolo li s-au născut un fiu, Menachem (1924-2014), și o fiică, Sarah (1926-2010). În 1928 Golda Meyerson fost aleasă secretară a Consiliului Femeilor Muncitoare, Moetzet Hapoalot, ceea ce a necesitat plecarea ei vreme de doi ani ca emisar în Statele Unite. Copiii au venit cu ea, dar Morris a rămas la Ierusalim. Cei doi soți s-au despărțit, dar fără să divorțeze. Morris a murit în 1951.

## În conducerea sindicală. Conferința de la Evian
În 1934, după ce s-a întors din Statele Unite, ea s-a alăturat Comitetului executiv al Histadrutului și a devenit șefa Departamentului său politic. Această funcție a constituit o pregătire importantă pentru viitorul ei rol în conducerea Israelului. În iulie 1938 Meir a fost observator din partea evreilor din Palestina la Conferința de la Evian, convocată de președintele american Franklin D. Roosvelt în legătură cu problema evreilor refugiați în urma prigoanei din țările controlate de naziști. Cele 32 de țări invitate au privit cu ostilitate ideea integrării de refugiați evrei din Europa și au refuzat să le dea adăpost. Doar Republica Dominicanǎ a anunțat că era dispusă să găzduiască 100.000 de evrei. Golda Meyerson a fost foarte dezamăgită de rezultatul conferinței.
Ea a declarat în legătură cu aceasta că spera să apuce momentul când conaționalii ei evrei se vor putea dispensa de expresii de simpatie din partea altora.
„"There is only one thing I hope to see before I die and that is that my people should not need expressions of sympathy anymore."”
[7]

## Rolul politic în ultimii ani ai mandatului britanic
În iulie 1946, britanicii au luat măsuri de represiune împotriva mișcării sioniste în Palestina arestând mai mulți lideri evrei, între care Moshe Sharett. În această împrejurare, Golda Meyerson a devenit negociatorul principal între evreii din Palestina și autoritățile britanice. După ce a fost eliberat, Sharett a plecat pentru negocieri în Statele Unite în legătură cu planul ONU de împărțire a Palestinei, lăsând-o pe Meir în fruntea departamentului politic al Agenției Evreiești până în 1948. În ianuarie 1948, Golda Meyerson a reușit să colecteze peste 50 de milioane de dolari de la comunitatea evreilor din Statele Unite, bani care au fost folosiți pentru cumpărarea de arme. Ben-Gurion a scris că rolul ei în statul evreu va apărea în cărțile de istorie. La 10 mai 1948, cu patru zile înainte de expirarea mandatului britanic în Palestina, ea a plecat la Amman, deghizată în musulmană pentru a vorbi cu emirul Abdullah al Transiordaniei, solicitându-l să nu se alăture celorlalte țări arabe în atacul împotriva evreilor. Abdullah a cerut evreilor să nu se grăbească cu proclamarea independenței. La aceasta Golda a replicat: „Am așteptat 2,000 ani. Asta se cheamă grabă?” Încă în calitatea ei de lider al departamentului politic al Agenției Evreiești, Golda Meyerson și-a exprimat cutremurarea în fața exodului în masă al arabilor din Palestina care începuse odată cu ostilitățile, după decembrie 1947. În ciuda situației cu totul diferite, a războiului dintre cele două neamuri, valurile de refugiați îi aminteau și de fuga evreilor din Europa ocupată de naziști

## Cariera ca om politic, diplomat și ministru în noul stat Israel
Golda Meir, pe atunci Meyerson, a fost una din cei 24 de semnatari (inclusiv două femei) ai Declarației de independență a Israelului în data de 5 a lunii ebraice Yiar - 14 mai 1948. 
Așa cum a remarcat mai târziu,„După ce am semnat, am plâns. Când am studiat în școală istoria americană și am citit despre cei care au semnat Declarația de independență a S.U.A., nu mi-am putut imagina că aceștia erau oameni carne și oase care au făcut ceva real. Și iată ca și eu m-am văzut așezându-mă și semnând o declarație de independență”.În ziua următoare Israelul a fost atacat de o coaliție militară arabă a Egiptului, Transiordaniei, Siriei, Irakului, Libanului și a unităților palestiniene. Războiul arabo-evreiesc din Palestina devenise Primul război arabo-israelian, Războiul de Independență al Israelului, 1948-1949.În cursul luptelor, Israelul a oprit atacul combinat arab si a recu apoi la un sir de ofensive militare, ducând la înfrângerea dușmanului și sfârșitul războiului.

### Ministru plenipotențiar la Moscova

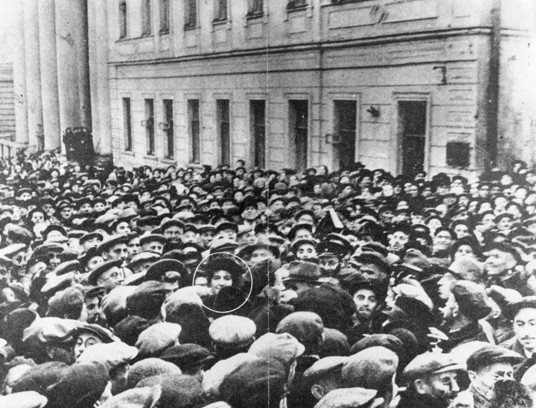
Golda Meir, înconjurată de o mulțime de 50.000 de evrei entuziaști lângă Sinagoga Corală din Moscova, în prima zi a anului evreiesc Roș Hașana în 1948

Posesoare a unui prim pașaport israelian, Golda Meyerson a fost numită ministru plenipotențiar în Uniunea Sovietică, de la data de 2 septembrie 1948 până în martie 1949. În acele zile, regimul stalinist al Uniunii Sovietice, adoptase o atitudine amicală, fiind primul stat care a recunoscut oficial Israelul.
Relațiile cu U.R.S.S. erau importante pentru posibilitatea Israelului de a procura armament din țările Europei de est. Stalin vedea în acel moment în sprijinul pentru Israel un mijloc de contracarare a influenței britanice în Orientul Mijlociu și de întărire a poziției Uniunii Sovietice în regiune.
În schimb relațiile israelo-sovietice erau complicate de măsurile de aspră represiune luate de regimul stalinist contra cultului iudaic și a drepturilor naționale și culturale ale evreilor din U.R.S.S. Numeroase instituții evreiești erau închise, studiul limbii ebraice și emigrația în Israel erau interzise.
În cursul șederii în Uniunea Sovietică, Golda Meyerson a asistat la serviciile divine de Rosh Hashana și Yom Kippur la Sinagoga Corală din Moscova, unica sinagogă a cărei funcționare era permisă în capitala rusă. La intrarea în sinagogă, ea a fost întâmpinată și aclamată de mii de evrei entuziasmați.

### Deputată în Knesset. Ministrul muncii
În 1949, Meyerson a fost aleasă ca deputată în parlament - Knesset - pe lista partidului al Mapai (Partidul Muncitoresc din Eretz Israel),(din 1968 Partidul Muncii) unde s-a menținut până în 1974. Din 1949 până în 1956, ea a deținut diverse funcții înalte în stat.
În anii 1949-1956 a ocupat postul de ministru al muncii în guvernele Ben Gurion și Sharet. În această calitate a participat la punerea în practică a politicii guvernului în domeniul asistenței sociale, a integrării imigranților în locuri de muncă, a proiectelor de construcții de locuințe și de căi de transport.În acei ani au fost construite circa 200,000 apartamente și 30,000 clădiri de locuit, au fost inițiate mari proiecte de dezvoltare în industrie și agricultură. În anul 1954 a contribuit la introducerea sistemului de securitate socială a Israelului, „Bituah Leumi”, a programului de ajutoare de maternitate, și a altor măsuri de ajutor social.
În 1955, la îndemnul lui Ben Gurion, ea a candidat la postul de primar al orașului Tel Aviv, dar a pierdut la o diferență de două voturi, deoarece o grupare politică religioasă i-a retras sprijinul deoarece era femeieÎn acea perioadă primarii erau aleși de catre consiliul municipal și nu prin alegeri directe ca în zilele noastre.

### Ministru de externe

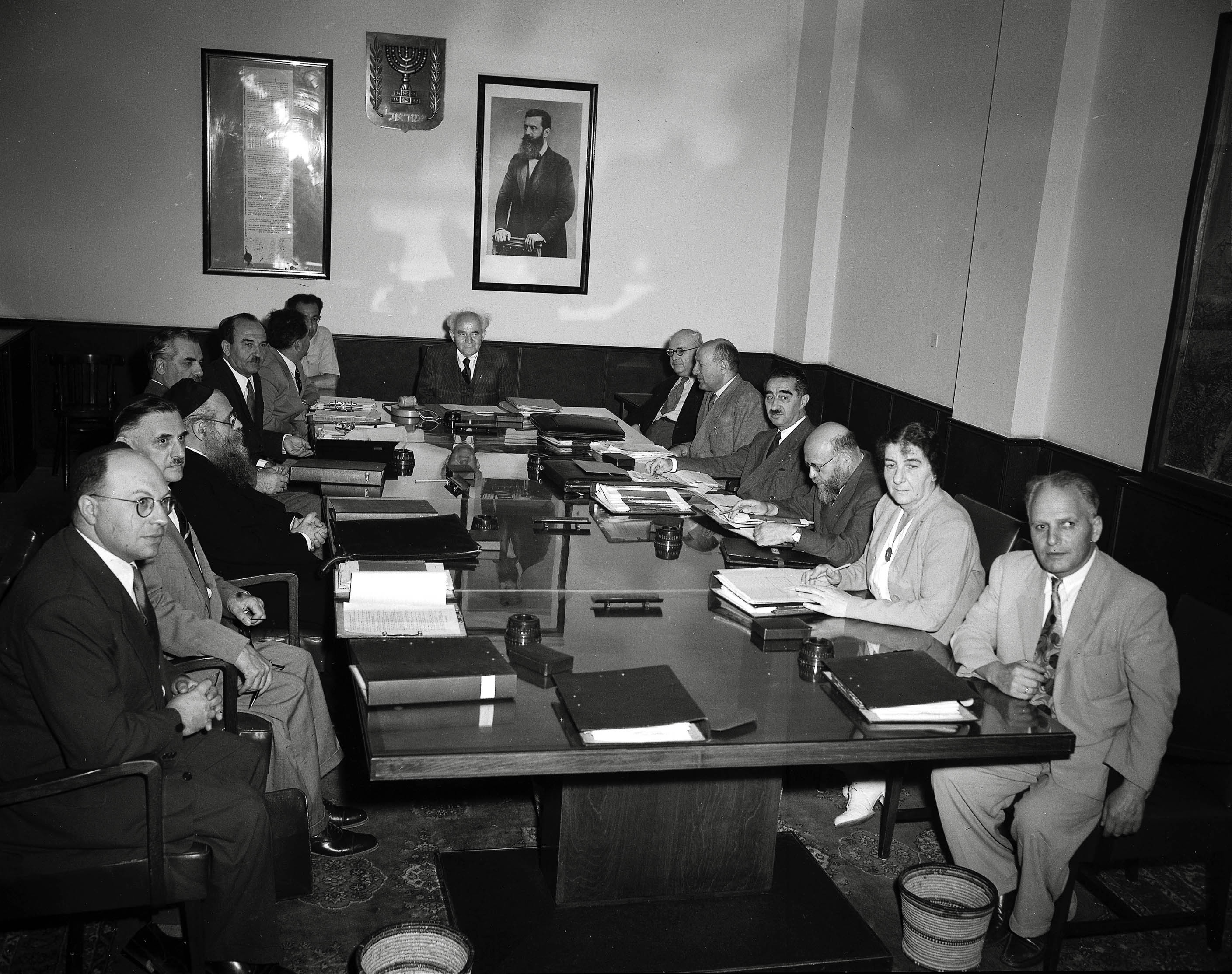
Golda Meir la prima ședință a celui de-al treilea guvern israelian, 1951

În 1956 ea a devenit ministru de externe, în guverne sub conducerea lui David Ben-Gurion. La sugestia lui Moshe Sharet și a lui Ben Gurion, toți membrii serviciilor diplomatice ale Israelului fuseseră solicitați să-și schimbe numele de familie în nume ebraice. La numirea ei în funcția de ministru de externe Golda Meyerson și-a schimbat numele în numele ebraic mai scurt, Meir. Ca ministru de externe, Meir a promovat legături cu noile state independente din Africa în efortul de a dobândi noi aliați în comunitatea internațională. Ea totodată credea că Israelul poate fi un exemplu de urmat pentru țările africane. Ea consideră Israelul un exemplu pentru că a fost forțat să găsească soluții la tot felul de probleme cu care țările mari și puternice nu s-au confruntat niciodată..
Primele ei luni ca ministru de externe au coincis cu Criza Suezului, cunoscută în istoria Israelului prin Operația Kadesh sau Campania din Sinai. În octombrie 1956, în circumstanțele creșterii ostilității și eforturilor de înarmare ale regimului republican egiptean, Israelul, în înțelegere cu Anglia și Franța, a invadat și cucerit peninsula Sinai, pentru a asigura frontiera sa de vest și libertatea de navigație prin Strâmtoarea Tiran în Marea Roșie. I-au urmat în zona Canalului de Suez Anglia și Franța, care urmăreau recuperarea controlului asupra Canalului de Suez ce fusese naționalizat și înlăturarea președintelui Gamal Abdel Nasser.
Golda Meir a fost implicată în planificarea acțiunilor și coordonarea cu guvernul francez. Ea a condus și delegația Israelului la dezbaterile de la O.N.U în legătură cu Criza Suezului.După dezlănțuirea ostilităților, Statele Unite, Uniunea Sovietică și O.N.U au silit pe cei trei aliați sa-și retragă forțele. Ca rezultat al conflictului, O.N.U. a înființat UNEF, forța de urgență a O.N.U. pentru prezervarea păcii în Sinai, la frontiera dintre Israel și Egipt.
La 29 octombrie 1957 Golda Meir a fost ușor accidentată la picior când o grenadă a fost aruncată în Knesset de către un atentator considerat „tulburat psihic”, Moshe Dwek, originar din Aleppo, care intrase în conflict cu autoritățile Agenției evreiești. Ministrul Moshe Shapira, precum și David Ben-Gurion și Moshe Carmel au fost răniți serios. 
Câteva din acțiunile lui Meir ca ministru de externe au fost ulterior examinate cu ochi critici:
În 1958 la scurt timp după decesul papei Pius al XII-lea Golda Meir a rostit câteva cuvinte de apreciere în legătură cu fapte ale defunctului pontif în ajutorarea unor evrei în timpul Holocaustului. Totuși, deocamdată, figura și activitatea papei Pius al XII -lea în raport cu Germania nazistă și evreii,a rămas controversată până în ziua de astăzi. 
În același an, 1958, Meir a trimis o scrisoare ambasadorului israelian la Varșovia, Katriel Katz, în care l-a informat pe acesta despre o propunere a comisiei de coordonare cu privire la imigrația evreilor din Polonia în acea perioadă, de a informa guvernul polonez că Israelul nu era dispus să continue să accepte imigrarea de persoane bolnave și handicapate, și îi cerea ambasadorului opinia asupra felului de a explica acest lucru fără a dauna emigrației.
La începutul anilor 1960 Goldei Meir i-a fost diagnosticat un limfom malign. În ianuarie 1966, după aproape zece ani în postul de ministru de externe, ea a demisionat din motive de oboseală și probleme de sănătate. La scurt timp după aceea ea a revenit în viața politică ca secretar general al partidului Mapai, ajutându-l pe primul ministru Levi Eshkol în confruntările interne din partid.

## Prim-ministru

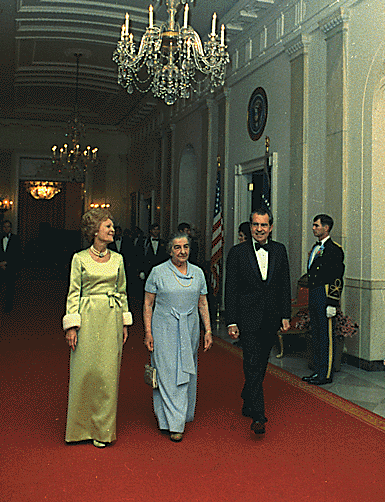
Meir (centru) alături de Pat și Richard Nixon în 1973.

După moartea bruscă a lui Levi Eshkol la 26 februarie 1969, partidul a ales-o pe Meir ca succesor. Ea a rămas în această funcție până în 1974. Meir a menținut coaliția guvernului formată în 1967, după rǎzboiul de șase zile. În 1969 
La 6 luni după intrarea în funcție, Meir a condus coaliția Maarakh dintr Partidul Muncii și Mapam la victoria în alegerile parlamentare, obținând 56 mandate în Knesset. 
În anii 1969 și începutul anilor 1970 Meir s-a întâlnit cu numeroși lideri din lume pentru promovarea păcii în Orientul Mijlociu, inclusiv Richard Nixon, Nicolae Ceaușescu (1972), Papa Paul al VI-lea. În 1969 România și Israelul au ridicat rangul relațiilor lor diplomatice, în vreme ce toate celelalte țări comuniste le rupseseră.În 1972 Golda Meir a fost cel dintâi prim-ministru israelian care a efectuat o vizită oficială în Europa de est, la București, la invitația lui Ion Gheorghe Maurer. În 1973, Meir l-a primit în Israel pe cancelarul Germaniei de vest, Willy Brandt în Israel.
De asemenea ea a primit delegația celor „4 înțelepți”, 4 șefi de stat africane (Léopold Sedar-Senghor, Ahmadou Ahidjo, Yakubu Gowon și Félix Houphouet Boigny) care au vizitat Ierusalimul, căutând să medieze între Israel și țările arabe. 

### Încercări de negocieri de pace cu Egiptul
În perioada guvernării lui Golda Meir s-au făcut încercări de a ajunge la o soluție politică a conflictului dintre Israel și Egipt. Secretarul de stat american William Rogers a efectuat vizite repetate în mai multe capitale pentru a ajunge la un compromis in cadrul unui cvartet diplomatic international compus din Marea Britanie, Franța și Uniunea Sovietică. După opinia lui Meir, el a interpretat cu o mare naivitate declarațiile arabe cu privire la voința lor de pace: „Ca multi alți gentlemeni, el a presupus în mod greșit că toată lumea e compusă din gentlemeni ca el”. În pofida eforturilor diplomatice, relațiile dintre Israel și Egipt au rămas încordate, și au ajuns la un deznodământ pozitiv abia după Războiul de Yom Kipur.
Pentru a obține încetarea focului în Războiul de uzură Golda Meir a acceptat o politica mai conciliantă, cuprinzând consimțământul de principiu la o retragere a armatei israeliene de la liniile de încetarea focului și fără semnarea unui acord de pace deplin; aceasta a dus la 4 august 1970 la demisia din guvern a miniștrilor din partidul conservator Gahal în frunte cu Menahem Beghin, odată cu acordul de încetare a focului. 
Ea nu a acceptat însă medierea lui Nahum Goldman, președintele Congresului Mondial Evreiesc, care intenționa să obțină o invitație în Egipt și să-l întâlnească pe președintele Gamal Abdel Nasser. 
După moartea lui Nasser, la începutul anului 1971, Gunnar Jaring, mediatorul din partea secretarului general al ONU, a prezentat o propunere de acord de pace. Egiptul și Israelul au acceptat principial planul Jaring, dar cu rezerve care au subliniat mari diferențe între părți. Egiptul cerea ca mai înainte Israelul să-și ia obligația de a se retrage din tot Sinaiul și din Fâșia Gaza și să accepte o soluție dreaptă a problemei refugiaților palestinieni. După aceea el va fi dispus să înceapă negocieri de pace. Acordul de pace va fi semnat numai dacă Israel se va obliga să se retragă din toate teritoriile arabe pe care le-a ocupat în războiul iunie 1967. Era prima data ca președintele Egiptului s-a declarat gata de a recunoaște Israelul și de a ajunge cu el la un acord de pace. Pretențiile egiptene însă, prevedeau și includerea de soldați sovietici în forțele ONU și demilitarizarea de zone de ambele părți ale frontierei israeliano-egiptene, condiții cu mult mai rele pentru Israel decât cele dinaintea victoriei în Războiul de Șase zile.

## Jocurile olimpice de la München
În cursul masacrului de la München de la Olimpiada de varǎ din 1972, Meir a cerut salvarea ostaticilor, cetățeni evrei, și pedepsirea criminalilor. Din cauza lipsei de acțiune la nivel global, a ordonat ca organizatorii masacrului să fie asasinați. Scenariul filmului Sword of Gideon din 1986 este bazat pe aceste evenimente.

## Disputa cu Austria
Între anii 1970, câțiva evrei stabiliți în Russia au primit permisiunea de a părăsi Uniunea Sovietica pentru Israel prin Austria. Când șapte dintre acești imigranți au fost luați ostatici la granița dintre Austria și Cehoslovacia de către niște teroriști arabi în 1973, cancelarul austriac Bruno Kreisky a închis agenției evreiești accesul la tabăra de tranzit de la Schonau. Câteva zile mai târziu Meir a încercat să-l convingă pe Kreisky să redeschidă accesul, amintindu-i acestuia de originea lui evreiască. Kreisky a refuzat, iar Meir s-a întors în țară extrem de furioasă.

## Yom Kippur War
În zilele dinaintea războiului Yom Kippur, serviciile secrete israeliene nu și-au dat seama că atacul era iminent. Oricum, pe 5 octombrie 1973, Meir a aflat oficial că forțele siriene erau adunate pe Înălțimile Golan. Primul ministru a fost alarmat de știri și a simțit că situația îi amintește de ce s-a întâmplat înainte de Războiul de Șase Zile. Sfătuitorii ei au asigurat-o că nu trebuie să-și facă griji, deoarece au informații despre război dinainte ca acesta să fi izbucnit. Deși situația era alarmantă și se impunea mobilizarea forțelor speciale, Meir nu a făcut acest lucru repede. Curând iminența războiului a devenit foarte clară. Cu 5 ore înaintea declanșării ostilităților ea s-a întâlnit cu ministrul apărării Moshe Dayan și cu generalul David Elazar. Între timp Dayan continua să susțină faptul că războiul nu era în favoarea lor și că trebuiau chemate forțele aeriene și două divizii ale armatei. Însă Elazar era de părere că trebuiau lansate atacuri la scală mare contra forțelor siriene.
Meir știa că Israel nu se putea baza, în privința furnizării de arme, pe țările europene și că singura ei speranță erau Statele Unite. Temându-se că S.U.A. ar putea avea rezerve, în caz că Israelul va fi acela care va începe ostilitățile, Meir s-a opus începerii atacului și a informat Washingtonul asupra deciziei ei. Apoi secretarul S.U.A. Henry Kissinger i-a spus că e bine ce a făcut, deoarece dacă Israelul pornea atacurile S.U.A. “nu-i dădea mai mult de un cui”.

## Demisia
După războiul Yom Kippur, guvernul condus de Meir a avut de suferit și a fost criticat pentru modul cum a gestionat războiul. Agranat Commission a început să investigheze faptele și au acuzat-o în mod direct și au dezvăluit faptele făcute de Meir dimineața Yom Kippur:
"Ea a decis înțelept, de comun acord și cu rapiditate, mobilizarea întregii armate și a spus că cea mai importantă era siguranța țării."
Partidul ei a câștigat alegerile în decembrie 1973, dar ea a renunțat pe data de 11 aprilie 1973, deoarece susținea că e mulțumită cu ce a reușit să facă și că 5 ani ca prim-ministru erau suficienți, cedând astfel locul lui Yitzhak Rabin care a înlocuit-o pe data de 3 iunie 1974. În 1975, ea și-a publicat autobiografia intulată: My Life.

## Moartea
Pe 8 decembrie 1978, Meir a murit de cancer limfatic în Ierusalim la vârsta de 80 ani și a fost îngropată pe data de 12 decembrie în Panteonul național de pe Muntele Herzl la Ierusalim.

## Premii
În 1975, Meir a fost premiată cu Premiul de Stat al Israelului pentru întreaga ei activitate în folosul îmbunătățirii societății israeliene și al Statului Israel.

## Moștenirea

### Reprezentări în filme și opere de teatru
Povestea lui Meir a fost subiectul multor piese. În 1977, Anne Bancroft a jucat rolul lui Golda Meir în William Gibson's Broadway. Actița australiană Judy Davis reprezentat-o pe Meir în tinerețea ei (filmul de televiziune din 1982 „A Woman Called Golda”). Ingrid Bergman a jucat-o pe “bătrâna ” Golda în același film. În 2003, actrița americană Tovah Feldshuh a reprezentat-o pe Broadway (teatru) în piesa „Golda's Balcony”. “Femeia show” a fost controversată de faptul că Golda Meir era adepta disuasiunii nucleare. Valerie Harper a reprezentat-o în filmul Golda's Balcony. Colleen Dewhurst a jucat-o în 1986 în filmul Sword of Gideon. Ea a mai fost jucată de actrița poloneză Beata Fudalej în 2009 în filmul „The Hope” al lui Márta Mészáros.

## In memoriam
- O piață, Golda Meir Square se află la New York, la sud de Times Square.
- Școala in care a învățat la Milwaukee se numește în prezent Golda Meir School, Milwaukee, Wisconsin[33]

Îi mai poartă numele:
- Biblioteca Golda Meir la Universitatea Wisconsin–Milwaukee, Wisconsin
- Bulevardul Golda Meir la Ierusalim (și numeroase alte străzi și școli în Israel)
- Centrul Golda Meir de Arte Scenice din Tel Aviv („Merkaz Golda”), unde se afla Opera israeliană și Teatrul Kameri
- Centrul Golda Meir pentru Conducere politică la Metropolitan State College din Denver Casa Golda Meir din Denver, Colorado
- Banca Israelului a emis bancnote de 10 shekeli cu efigia ei
- Pe locul unde a copilărit la Kiev a fost așezată o plăcuță memorială